# Bayerbach bei Ergoldsbach
Bayerbach bei Ergoldsbach, Bayerbach b.Ergoldsbach – miejscowość i gmina w Niemczech, w kraju związkowym Bawaria, w rejencji Dolna Bawaria, w regionie Landshut, w powiecie Landshut, wchodzi w skład wspólnoty administracyjnej Ergoldsbach. Leży około 20 km na północny wschód od Landshut.

## Dzielnice
W skład gminy wchodzą następujące dzielnice: Bayerbach bei Ergoldsbach, Langenhettenbach i Moosthann.

## Demografia
| Rok  | Liczba mieszk. |
| ---- | -------------- |
| 1970 | 1.389          |
| 1987 | 1 349          |
| 2000 | 1 640          |

## Oświata
(na 1999)

W gminie znajduje się przedszkole (50 miejsc i 74 dzieci) oraz szkoła podstawowa (5 nauczycieli, 115 uczniów).